# Cuno Wulfrath von Bassewitz
Cuno Wulfrath von Bassewitz (* um 1554; † 30. Dezember 1610) war mecklenburgischer Landrat, Hofmeister und Provisor des Klosters Dobertin.

## Leben
Er entstammte der wendischen, heute gräflichen, Linie der alten mecklenburgischen Familie von Bassewitz. Seine Eltern waren Lütke von Bassewitz und Anna von Quitzow, einer Tochter des Landrates und Hauptmannes von Neustadt, Lütke von Quitzow. Die Eltern hatten neben Cuno Wulfrath noch acht weitere Kinder, darunter David von Bassewitz. 1577 heiratete er in erster Ehe die Catharina v. Bülow, verwitwete v. Hahn, Tochter des Christoph v. Bülow Erbherrn auf Gartow, die 1592 starb. Nach dieser kinderlos gebliebenen Ehe heiratete er nach Ablauf der Trauerzeit Anna Sophie v. Lützow, Tochter des Veit v. Lützow auf Kl. Lützow und Salome v. Oppenhausen. Aus dieser Ehe stammten zwei Kinder, von denen ihn nur sein Sohn Lüdeke (Ludolph) überlebte.
Nach der Erziehung bei „andern Vornehmen von Adel“ begab er sich in die Niederlande und nahm dort „am Krieg“ teil. „Da ihn Gott mit schönem verstande / nachdencken / und ansehen begabet“ hatte, begab er sich zu Hof und wurde von Herzog Ulrich von Mecklenburg-Güstrow zum Hofmeister bestellt. Dieses Amt behielt er auch unter einem von dessen Nachfolgern Herzog Johann Albrecht II., der ihn darüber hinaus zum Landrat ernannte. Unter Johann Albrecht II. war er auf den Reichstag nach Regensburg entsandt worden, wo er mit dem König von Dänemark, dem Kurfürsten von Brandenburg und anderen Fürsten verhandelte. 1608 wurde er Provisor des Klosters Dobertin. 
Gemeinsam mit seinem Bruder David und Vetter Joachim von Bassewitz trat er als Bürge für die Herzöge Ulrich und Sigismund August bzgl. einer Hauptverschreibung von 10.000 Talern ein. Per Beschluss vom 23. Dezember 1609 sollte er als einer der herzoglich mecklenburgischen Commissarien mit den Lübecker Commissarien Ansprüche an Strisenow gütlich schlichten. Die Verhandlungen in Wismar führten zur Einigung am 12. April 1610, den Prozess nicht fortzusetzen.

„Alsdann ward wegen gänzlicher Abfindung des Hospitals verhandelt und dabei die Revenüe aus Teterow von jährlich 9 Gulden mit hineingezogen, am 12.09.1610 aber der Hauptvergleich abgeschlossen. Derselbe ist auf Pergament, unter den Namensunterschriften der damals regierenden Herzöge Adolph Friederich und Hans Albrecht ausgefertiget, mit deren Handpettschaften, so wie auch mit dem kleineren Siegel der Stadt Lübeck versehen worden.“

Cuno Wulfrath besaß die mecklenburgischen Güter Maslow und Lühburg. Er starb am 30. Dezember 1610 und wurde am 14. Februar 1611 in Basse beigesetzt. Seine Leichenpredigt hielt der Güstrower Superintendent Lucas Bacmeister.